# Võrtsjärv

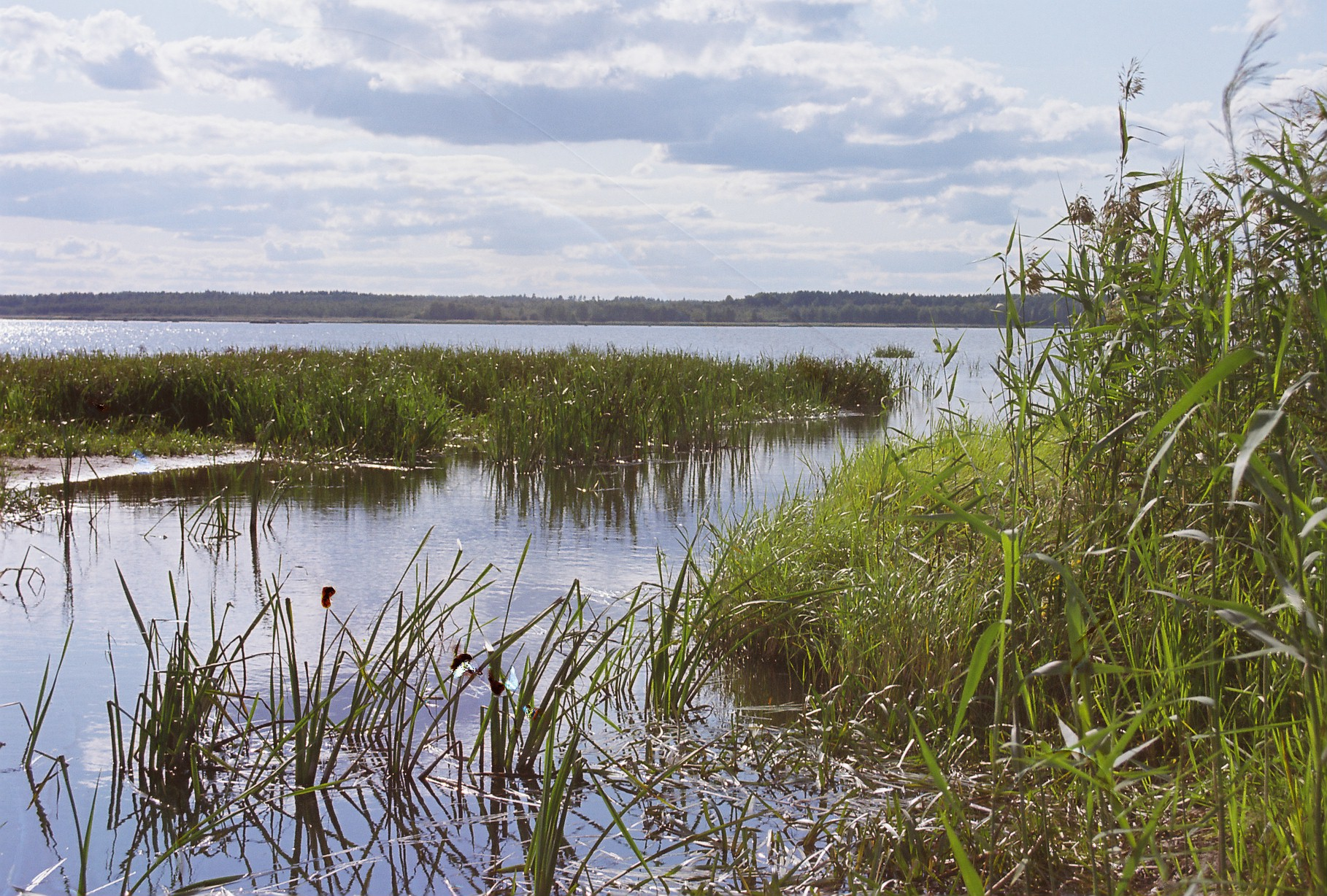

Jezioro Võrtsjärv (niem. Wirzsee) – jezioro w południowej Estonii o powierzchni 270 km². Powierzchnia płaszczyzny wodnej jeziora jest położona na wysokości 33,7 m n.p.m. Z jeziora Võrtsjärv wypływa rzeka Emajõgi.
Uważa się, że Võrtsjärv wyodrębniło się z Bałtyckiego Jeziora Lodowego 12,4 - 12 tys. lat BP.